# 喬瓦尼·安東尼奧·馬吉尼

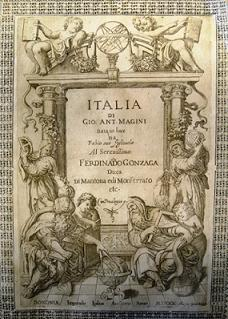
馬吉尼編繪的義大利地圖集

喬瓦尼·安東尼奧·馬吉尼（義大利語：Giovanni Antonio Magini，1555年6月13日—1617年2月11日），意大利天文學家、占星家、製圖師和數學家。以出版克勞狄烏斯·托勒密的地理學譯本和編制意大利各地區的詳細地圖集而聞名。馬吉尼也是第一個提出使用逗號作為整數和小數之間的分隔符的人。

## 紀念
1935年，月球上的馬吉尼環形山以他命名。